# Бакич, Андрей Степанович
Андре́й Степа́нович Бакич (Андрия Бакич, серб. Андрија Бакић ; 19 [31] декабря 1878, Черногория — 17 июня 1922, Новониколаевск) — российский военачальник, генерал-лейтенант (1920). Видный деятель белого движения в Сибири.

## Жизнь в Черногории и Сербии
Выходец из черногорской семьи (в документах официально значился сербом). Окончил шесть классов 3-й Белградской имени короля Александра Сербского гимназии. В 1899 был обвинён в причастности к покушению на бывшего короля Сербии Милана Обреновича и выслан из страны.

## Российский офицер
Переехал в Россию, с 1900 служил в 60-м Замосцком пехотном полку. Окончил Одесское пехотное юнкерское училище (1902). С 1902 — подпоручик, был переведён на Дальний Восток. Служил в 8-м Восточно-Сибирском стрелковом полку (1902—1905 и 1906—1910), 41-м Восточно-Сибирском стрелковом полку (1905—1906), 5-м Восточно-Сибирском стрелковом полку (1910—1913). В 1905 участвовал в русско-японской войне. С 1906 — поручик, с 1910 — штабс-капитан. В 1913 был уволен в отставку по болезни, работал коммивояжёром «Русско-монгольского торгового товарищества» в Монголии.

## Участие в Первой мировой войне
С началом Первой мировой войны вступил в пешее ополчение, затем переведён в 56-й Сибирский стрелковый полк. Участвовал в Лодзинской операции в 1914. Первоначально командовал ротой, затем принял командование батальоном. 3-5 ноября 1914 во главе батальона в течение трёх суток под деревней Щавин-Костельный близ города Гомбин отбивал атаки превосходящих сил германских войск и сумел удержать позицию. За это позднее был награждён Георгиевским оружием. В декабре 1914 был ранен в бою у города Сохачев.
30 мая 1915 в бою на территории Польши совершил подвиг, за который был удостоен ордена св. Георгия 4-й степени: 
будучи на позиции после того, как противником были выпущены удушливые газы и пострадали от них большинство офицеров и около половины нижних чинов, и когда на соседнем участке, вследствие натиска противника осадили и в этот прорыв ринулся противник, то, находясь под ураганным огнём лёгкой и тяжёлой артиллерии противника, и под его ружейным и пулемётным огнём, мужественно и спокойно принял решительные меры для противодействия распространению немцев и тем приостановил их дальнейшее продвижение и выручил свои войска от грозившей им опасности охвата противником.
Был произведён в капитаны и подполковники. В апреле 1916 был переведён в 53-й Сибирский стрелковый полк, участвовал в наступлении на Бауск на Северном фронте. С декабря 1916 — полковник, в том же месяце был контужен. В январе 1917 назначен командиром 55-го Сибирского полка. Но уже в апреле того же года, после Февральской революции, был отчислен от должности по требованию солдат, недовольных его требовательностью.

## Участие в Гражданской войне
Весной 1918 был начальником гарнизона города Самары в составе Красной армии. Одновременно входил в состав подпольной офицерской организации. Летом 1918, после занятия Самары Народной армией Комитета членов Учредительного собрания, вступил в эту армию. Руководил её отрядами, действовавшими в Сызранском районе, а с 24 июля 1918 был начальником 2-й стрелковой дивизии. Одновременно командовал войсками Народной армии Бузулукского района.
В феврале 1919 — январе 1920 — командир 4-го Оренбургского армейского корпуса Оренбургской армии белых. Численный состав корпуса (2047 штыков, 2707 сабель, 90 пулемётов, 5 орудий) лишь немного превышал численность пехотного полка мирного времени. В апреле 1919 был произведён в генерал-майоры. «За личную храбрость и услуги, оказанные войску» был зачислен в казаки Оренбургского казачьего войска вместе со своим начальником штаба полковником (затем генерал-майором) И. И. Смольниным-Тервандом. Тем не менее 26 апреля 1919 корпус Бакича потерпел сокрушительное поражение в Салмышском бою на реке Салмыш у горы Янгизской недалеко от с. Сакмары.

Генерал А. И. Дутов в апреле 1919 дал следующую аттестацию Бакичу: 

Вынослив. Отлично храбр. В среде солдат и командиров сильно популярен и пользуется огромным уважением. Прекрасный администратор и хозяин. Всегда дисциплинирован, строг и настойчив в требованиях. Убеждений твёрдых. Решителен в бою и отважен в задачах. Начитан. В бою абсолютно спокоен и умно руководит войсками.

Во главе корпуса участвовал в боях под Белорецким заводом, Верхнеуральском, станицами Магнитной, Кизильской и др. (июль—сентябрь 1919). Командовал корпусом с переменным успехом. В ноябре-декабре 1919 возглавил отступление корпуса на Атбасар и Кустанай, получившее название «Голодный поход». В период этого похода Оренбургской армии в Семиречье она была деморализована. Название «Голодный поход» происходит как от Голодной степи, по которой он проходил, так и от общих трагических условий: многие военнослужащие и члены их семей погибли от голода, холода, истощения и тифа.
Был произведён А. И. Дутовым в генерал-лейтенанты. В марте 1920 во главе Оренбургского отряда (бывшая Оренбургская армия) (свыше 10 тысяч человек) перешёл китайскую границу у города Чугучак и был интернирован в Синьцзяне. В 1921 после убийства генерала А. И. Дутова стал командующим армией, численность которой уже в 1920 резко сократилась: около 6 тысяч человек вернулись в Россию, а часть получила разрешение выехать на Дальний Восток. Приложил много усилий для восстановления дисциплины в своих войсках. По воспоминаниям одного из участников событий, «дисциплина в отряде Бакича была суровая, поддерживаемая телесными наказаниями, арестами и расстрелами за побег и агитацию против власти Бакича».

## Бои в Синьцзяне и гибель Бакича
В мае 1921 года к отряду присоединилась отошедшая из Сибири Народная дивизия полковника С. Г. Токарева. В начале июня 1921 года власти Синьцзяна приказали задержать и разбить А. С. Бакича, не давая ему двинуться на Урумчи. Однако Бакич захватил все оружие китайских войск в Алтайском округе и объявил себя верховным правителем округа, а местный губернатор застрелился. 30 августа (12 сентября) 1921 года в Чугучаке советский представитель и представитель властей Синьцзяна подписали соглашение о вводе советских войск в Алтайский округ против Бакича.
19 августа (1 сентября) 1921 года 13-я сибирская кавалерийская дивизия П. П. Собенникова (1350 сабель, 32 пулемёта, 4 орудия) подошла к Бурчуму, где с 10 до 16 часов дала кавалерийское сражение. Отряд Бакича был разгромлен, часть казаков бежала, а Бакич ушёл в Монголию, власти которой 3 февраля 1922 года выдали их советскому представителю П. А. Севастьянову.
Большинство из них были убиты или умерли по дороге, а А. С. Бакич и ещё 5 офицеров (генерал И. И. Смольнин-Терванд, полковники С. Г. Токарев и И. З. Сизухин, штабс-капитан В. К. Козьминых и корнет Шегабетдинов) 17 июня 1922 года были расстреляны после судебного процесса в Новониколаевске.

## Награды
- Орден Святого Станислава 3-й степени (ВП 31.01.1906).
- Орден Святой Анны 3-й степени с мечами и бантом (ВП 19.05.1915).
- Орден Святого Станислава 2-й степени с мечами (ВП 19.05.1915).
- Орден Святого Владимира 4-й степени с мечами и бантом (ВП 28.05.1915).
- Георгиевское оружие (ВП 12.06.1915).
- орден Святого Георгия 4-й степени (ВП 29.08.1916).